# Adhémar Schwitzguébel
Adhémar Schwitzguébel (Sonvilier, 15 agosto 1844 – Evilard, 23 luglio 1895) è stato un sindacalista e anarchico svizzero.
Organizzatore della Fédération Jurassienne è stato un esponente di rilievo della Prima internazionale e del sindacalismo svizzero.

## Biografia
Orologiaio incisore di professione, fu un attivo organizzatore sindacale in seno alla Prima internazionale. Nel 1866 partecipò al congresso internazionale di Ginevra in rappresentanza della sezione di Sonvilier, che aveva contribuito a creare. Nel 1869 fu delegato al congresso internazionale di Basilea e nel 1871 partecipò alla costituzione della Fédération Jurassienne.
Convinto sostenitore delle teorie di Bakunin si fece promotore di un socialismo anarchico che propugnava l'avvento di una società collettivista basata sulla libera federazione delle associazioni sindacali e delle comuni e si oppose al socialismo riformista di Pierre Coullery. Dopo la caduta della Comune di Parigi (1871) aiutò diversi profughi a trovare rifugio in Svizzera fornendo loro documenti falsi.
Quando lo scontro tra Bakunin e Marx in seno all'Associazione internazionale dei lavoratori giunse al culmine Schwitzguébel fu tra i promotori della Conferenza di Sonvilier (1871) dove venne approvata una circolare in cui  Marx veniva accusato di voler "introdurre nell'Internazionale lo spirito autoritario" attraverso una rigida centralizzazione, e si rivendicava il mantenimento del "principio dell'autonomia delle sezioni" ed un'organizzazione di stampo federalista
Schwitzguébel, insieme a Bakunin e a James Guillaume partecipò al congresso della Prima internazionale a L'Aja (2-7 settembre 1872). La maggioranza marxista chiese l'espulsione di tutti e tre accusandoli di appartenere segretamente all'Alleanza internazionale per la Democrazia socialista (una associazione che Bakunin si era impegnato a sciogliere). Bakunin e Guillaume vennero effettivamente espulsi mentre Schwitzguébel evitò l'espulsione per un leggero scarto di voti.
Subito dopo partecipò al Congresso Internazionale di Saint-Imier (15-16 settembre 1872) celebrato dalla componente bakuninista, in cui vennero disconosciute le deliberazioni dell'Aja e venne creata l'Internazionale antiautoritaria.
Dopo il 1880, pur continuando nell'impegno sindacale e politico, si orientò progressivamente verso posizioni riformiste. Trasferitosi a Bienne (1889) dal 1891 fu aggiunto romando presso il segretariato operaio svizzero (Comité de la Fédération ouvrière suisse), l'anno successivo fu uno dei promotori della Federazione degli operai dell'industria orologiera, che costituì il primo tentativo di unire i sindacati del settore orologiero in Svizzera.
Morì a 51 anni a causa di un tumore allo stomaco.